# Rothmannia munsae
Rothmannia munsae är en måreväxtart som först beskrevs av Georg August Schweinfurth och William Philip Hiern, och fick sitt nu gällande namn av Ernest Marie Antoine Petit. Rothmannia munsae ingår i släktet Rothmannia och familjen måreväxter.

## Underarter
Arten delas in i följande underarter:
- R. m. megalostigma
- R. m. munsae